# Ласло Ковач (футболіст)
Ласло Ковач (угор. László Kovács, 24 квітня 1951, Татабанья — 30 червня 2017, Дьєр) — угорський футболіст, що грав на позиції воротаря. По завершенні ігрової кар'єри — тренер.
Виступав, зокрема, за клуб «Відеотон» та «Дьйор», а також національну збірну Угорщини.

## Клубна кар'єра
Вихованець клубу «Баньяш» з рідного міста Татабанья. З 1971 року проходив військову службу граючи за нижчоліговий «Гонвед Ракоці» з міста Тата.
1972 року Ковач став воротарем вищолігового «Відеотону», до складу якого приєднався 1972 року. Відіграв за клуб з Секешфегервара наступні вісім сезонів своєї ігрової кар'єри і був основним воротарем, зігравши 208 матчів і у сезоні 1975/76 років став віце-чемпіоном Угорщини.
У 1980 році після травми покинув команду і більше року змушений був пропустити, поки по ходу сезону 1981/82 не приєднався до «Дьйора», де грав до 1984 року і став чемпіоном Угорщини у перших двох сезонах.
Згодом грав у складі команд «Бекешчаба», «Шіофок» та знову «Дьйор», а завершив ігрову кар'єру у амвстрйській аматорській команді «Форхтенштайн», за яку виступав протягом 1988—1989 років.

## Виступи за збірну
7 травня 1975 року дебютував в офіційних матчах у складі національної збірної Угорщини проти Болгарії (2:0) в кваліфікаційному матчі до Олімпійських ігор 1976 року.
У складі збірної був учасником чемпіонату світу 1978 року в Аргентині, але на поле не виходив.
Загалом протягом кар'єри у національній команді, яка тривала 3 роки, провів у її формі 12 матчів.

## Кар'єра тренера
Після завершення ігрової кар'єри працював тренером воротарів у «Татабаньї», а у 2001—2002 роках недовго був головним тренером клубу. Згодом працював тренером воротарів у клубі «Ломбард», де теж працював і головним тренером у 2008—2009 роках, а потім ще тричі нетривалий час був в.о. головного тренера клубу.
Останнім місцем тренерської роботи Ковача був клуб «Будайорш» з другого дивізіону країни, де Ковач працював тренером воротарів з літа 2016 року і аж до своєї смерті.
Помер 30 червня 2017 року на 67-му році життя у місті Дьєр.

## Титули і досягнення
- Чемпіон Угорщини (2):

«Дьйор»: 1981/82, 1982/83
- Чемпіон Європи (U-23): 1974